# Lesbian and Gay Pride & Friends
La Lesbian and Gay Pride & Friends est une marche des fiertés qui a eu lieu en 2001 à Sion dans le canton du Valais.

## Historique
Le 7 juillet 2001, c'est près de 4 000 personnes défilent dans le calme et les applaudissements des 120 000 spectateurs.

## Controverses
Dominique Giroud finance une page de publicité dans Le Nouvelliste pour y faire passer des idées homophobes et contre la Lesbian and Gay Pride & Friends, avec le slogan « Tantes à Sion, tentation diabolique »,. Il lance également, avec l'association RomanDit, une pétition pour interdire la manifestation qui atteint 6 000 signatures,. À la suite d'une plainte, le site internet de RomanDit a été fermé pour homophobie ; un mois plus tard, Dominique Giroud a tenté de remettre le site en ligne sous un autre nom et il a à nouveau été fermé.
Mgr Norbert Brunner, évêque de Sion au moment de la manifestation, avait qualifié l'événement de « jeu diabolique »,.